# Alte Landstrasse (платформа)
Alte Landstraße (рус. Альте Ландштрассе, или Старая земельная дорога) — платформа скоростного междугороднего трамвая (метротрама) в Кайзерсверте (Дюссельдорф, Северный Рейн-Вестфалия, Германия).

## Местоположение
Платформа «Старая Земельная дорога» располагается на линии метротрама U79 («Дюссельдорф-Дуйсбург») на одноименной улице и южной окраине Кайзерсверта между платформами Лохаузен (административный район Lohausen на южном (дюссельдорфском) направлении) и платформой Киттельбахштрассе (на северном (дуйсбургском) направлении). Поскольку других линий общественного транспорта на Старой Земельной дороге и прилегающих улицах и переулках нет, то их жители могут попасть в центры Дюссельдорфа и Кайзерсверта, а также в центр Дуйсбурга только с этой платформы. Туристы используют платформу для выхода через улицу Ам Гентенберг (нем. Am Gentenberg) к берегу Рейна, а школьники - к Интернациональной школе Дюссельдорфа (International School of Düsseldorf).

## История
Первая линия «Малой железной дороги» Дюссельдорф-Дуйсбург, открытая для движения 1 ноября 1899 года, являлась простой однопутной трамвайной линией и проходила прямо по Старой Земельной дороге, не имея остановочной платформы на современном месте. Ближайшая южная остановочная платформа, называвшаяся «Шпильберг», находилась на стыке улиц Нидеррайнштрассе (нем. Niederrheinsztraße) и Альте Ландштрассе у современного переулка Ам Шпильберг (нем. Am Spielberg) на удалении 260 метров от современной платформы. Ближайшая северная остановочная платформа, называвшаяся «Фронберг», располагалась на Старой Земельной дороге между кладбищем и диаконией Кайзерсверта на расстоянии 1200 метров от современной платформы.
В 1920 году эта трамвайная линия перестала удовлетворять транспортным потребностям региона и начались обсуждения её реконструкции, но только после начала спада экономического кризиса в 1924 году было принято окончательное решение заменить трамвайное сообщение между Дюссельдорфом и Дуйсбургом на скоростную линию и построить новое двухпутное полотно нормальной колеи восточнее предыдущего, избегая улиц населённых пунктов, тормозивших скорость движения. Только в Кайзерсверте новое полотно решили построить западнее старой линии, приблизив пассажирское сообщение к центру старого города. Новая линия была торжественно открыта 1 мая 1926 года и с того времени появилась остановочная платформа «Старая Земельная дорога», но уже на пересечении с одноименной улицей. Тогда этот участок улицы не был оборудован шлагбаумом.
Новый этап для платформы Старой Земельной улицы наступил в августе 2010 году, когда были сооружены 2 отдельные высокие остановочные платформы, оборудованные всей необходимой современной инфраструктурой. Стоимость реконструкции платформы обошлась казне Северного Рейна Вестфалии в 1,3 миллиона евро.

## Оборудование
До 2010 года платформа скоростного трамвая представляла из себя низкую остановочную площадку, выложенную чёрно-белыми плитками и небольшим металлическим укрытием от непогоды. После августа 2010 года она приобрела современный вид и всё необходимое для обеспечения безопасности и комфорта.
Пересечение со Старой Земельной дорогой оборудовано автоматическим шлагбаумами, включающимися за 20 секунд до прибытия вагонов метротрама. Небольшими отдельными шлагбаумами перекрываются также пешеходные дорожки-тротуары. Высокая платформа имеет ограждения, выполненные из нержавеющей стали. Установлено автоматическое табло с информацией о времени прибытия поездов или их задержке, показываемое с помощью бегущей строки. Для безопасности стоящих на платформе, её опасная часть выделена белыми рифлёными плитками, на которых не рекомендуется стоять. Для инвалидов и родителей с колясками построен пандус, позволяющий свободно въезжать на платформу. Рядом из нержавеющей стали оборудована стоянка для велосипедов. На самой платформе стоит выполненное из стеклянных панелей крытое убежище от непогоды, внутри которой на стендах размещена вся необходимая для пассажиров информация, включающая карту общественного транспорта Дюссельдорфа.

## Соседние перегоны
Южный перегон до платформы Лохаузен (нем. Lochausen) является одним из самых протяжённых (2,8 км) на линии U79. Большей частью (1,8 км) пути проложены вдоль западной границы дюссельдорфского аэропорта, вплотную к параллельной федеральной скоростной автотрассе B8 (нем. Bundesstraße 8), от которой отделены высокой насыпью. С другой (западной) стороны линии преобладают участки с жилыми и хозяйственными постройками, обращенными к путям своими задними дворами. Исключения представляют небольшие участки улиц Шпильбергер Вег (нем. Spielberger Weg) и Лилиентальштрассе (нем. Lilienthalstraße) В Лохаузене. На перегоне построено сложное мостовое пересечение c автобаном A44 (нем. Bundesautobahn 44), когда пути U79 ныряют вниз и проходят над полотном автобана, а сверху над ними проложены подъезды к шоссе B8.
Cеверный перегон до платформы Киттельбахштрассе гораздо короче (650 м). Здесь только одно препятствие — мостовой переход через ручей Киттельбах недалеко от одноимённой платформы. К линии скоростного трамвая обращены задние дворы жилых зданий, построенных в основном в конце XX века.
Оба перегона не имеют значительных подъёмов и спусков полотна и крутых поворотов, поэтому возможна максимальная скорость движения составов метротрама до 80 км/час.

## Опасные происшествия
В последние годы зафиксировано два опасных происшествия, случившихся на перегоне к югу от платформы.
1. 10 августа 2015 года вечером движение по участку между платформами Лохаузен и Альте Ландштрассе было перекрыто в связи с тем, что вблизи полотна работниками аэропорта, зондировавшими территорию, была обнаружена английская авиабомба времён второй мировой войны. Её вес составил 500 кг. На момент обезвреживая взрывного устройства сапёрами, приостановили не только движение скоростного трамвая, но и эвакуировали 40 человек, включая инвалидов из прилегающих жилых постройках в радиусе 250 метров, а также остановили движение автотранспорта по ближайшим улицам в радиусе 500 метров от бомбы. На этой территории жителям не разрешалось стоять на открытом воздухе и находиться вблизи остеклённых поверхностей. Ликвидация бомбы прошла успешно.
2. 24 января 2005 года совершивший посадку в сложных зимних метеоусловиях Boeing 747-200F (чартерный рейс с грузом без пассажиров)  выкатился за пределы посадочной полосы и загорелся. Возгорание было ликвидировано пожарной командой аэропорта, применившей при тушении специальный пенообразный состав. Тогда ещё не было известно, что пена содержит искусственные органические соединения, практически не уничтожаемые и содержащие канцерогенные вещества. Это открытие было сделано позже, в 2007 году. За прошедшие годы химические соединения проникли в грунтовые воды, и, по исследованиям учёных, заразили грунтовые воды, а через них почвы и древесную растительность половины территории Лохаузена. Наиболее сильная концентрация канцерогенных веществ пришлась на территорию, через которую проложены рельсы метротрама U79, поскольку заражение произошло на западной окраине аэропорта, в нескольких сотнях метров от полотна метротрама. В настоящее время проходят сложные дорогостоящие работы по ограничению и недопущению расширения территории экологической катастрофы.